# Positio Fraternitatis Rosae Crucis
Positio Fraternitatis Rosae Crucis é a continuidade dos Manifestos Rosacruzes do século XVII. Publicado em 2001 em Göteborg, Suécia, durante a Convenção Mundial da A.M.O.R.C.
Manifestos Rosacruzes
- 1614 - Fama Fraternitatis
- 1615 - Confessio Fraternitatis
- 1616 - Núpcias Químicas de Christian Rozenkreuz
- 2012 - Positio Fraternitatis Rosae Crucis
- 2014 - Appellatio Fraternitatis Rosae Crucis
- 2016 - As Novas Bodas Alquímicas de Christian Rosenkreutz